# Aeroporto de Lyon-Saint-Exupéry

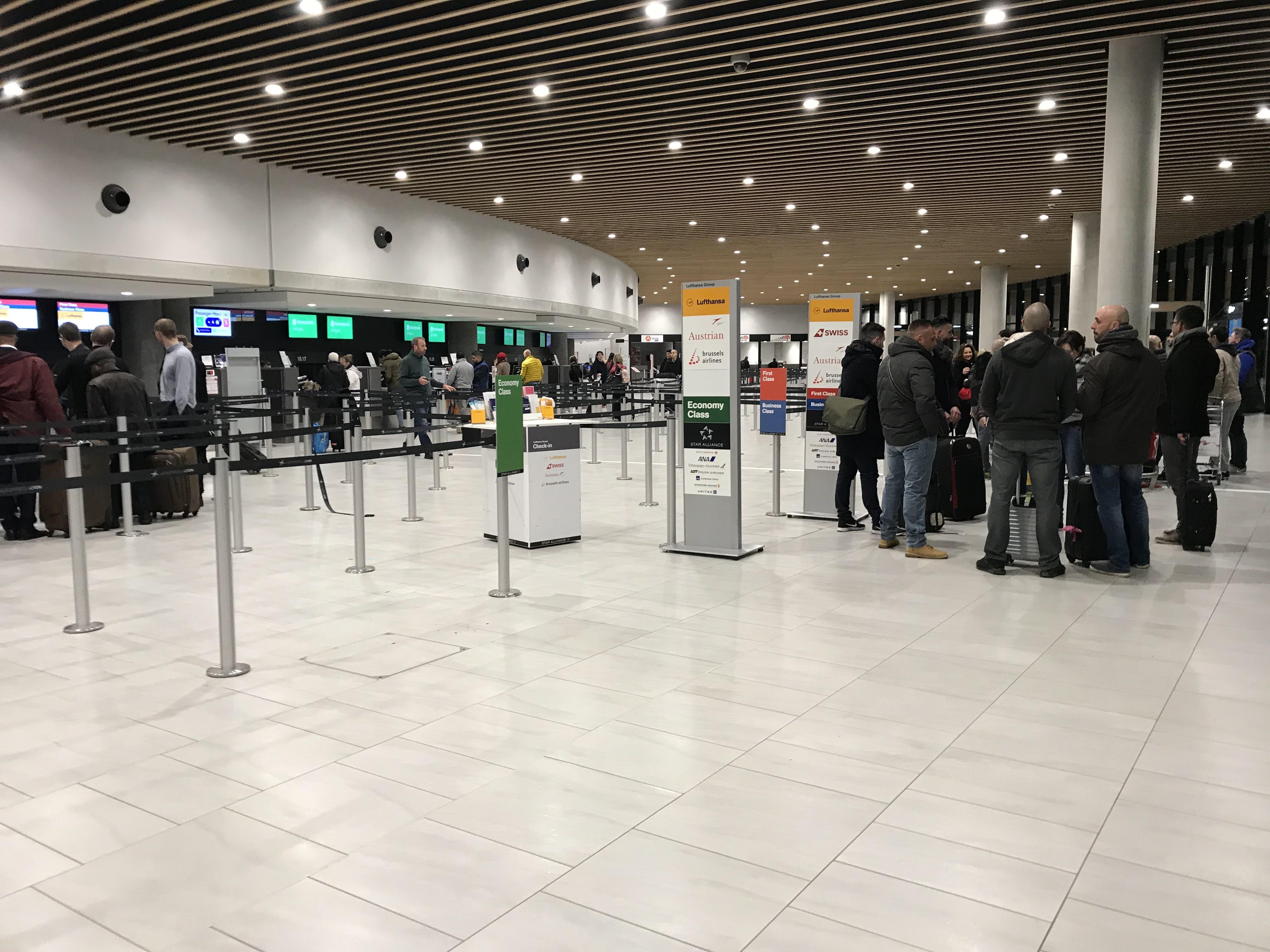
Aeroporto de Lyon

O Aeroporto de Lyon-Saint-Exupéry,(IATA: LYS, ICAO: LFLL) de Lion-Saint-Exupéry ou de Lião-Saint-Exupéry é um aeroporto situado 20km de Lyon, na região de Colombier-Saugnieu, na França. A designação do aeroporto, desde 2000, é uma homenagem ao piloto, e escritor, Antoine de Saint-Exupéry. O aeroporto de Lyon é uma importante infraestrutura de ligação à região turística de Rhône-Alpes, onde se situa o Monte Branco, com as suas estâncias de ski. 
O aeroporto foi inaugurado em 12 de Abril de 1975 pelo Presidente francês Valéry Giscard d'Estaing, sendo aberto uma semana depois. Foi construído como intuito de substituir o antigo aeroporto de Lyon Bron, que estava limitado na sua extensão por se localizar numa área urbana.
Em 1994, o aeroporto recebeu a ligação ao TGV, permitindo, assim, ligações diretas por comboio a Paris e a Marselha. Destaca-se, também, o tecto da estação desenhado pelo arquiteto Santiago Calatrava.